# Brennan Serville
Brennan Serville, född 2 juni 1993 i Pickering, Ontario, är en kanadensisk före detta professionell ishockeyspelare (back).